# The Color of Silence (álbum de Tiffany)
The Color of Silence (El Color del Silencio) es el quinto estudio álbum por Tiffany, publicado el 7 de noviembre de 2000, representa el "regreso" de Tiffany, siendo su primer álbum de estudio en siete años, y el primero lanzado en los Estados Unidos en diez años. Fue realizado cuando Tiffany regresó al sur de California después de vivir en Nashville, Tennessee, durante varios años y de un intento de establecer una carrera en la música country aunque Tiffany no llegó a grabar nunca un disco de este género musical.
Originalmente, The Color of Silence iba a ser lanzado por Modern Records, pero debido a ciertos problemas que tuvo esta empresa el lanzamiento fue realizado por Eureka Records.
The Color of Silence recibió críticas muy favorables. Un artículo de la primera plana de Billboard lo llamó "thoughtful, intelligent, and full of grace” (serio, inteligente y lleno de gracia), y dijo que se podría considerar el equivalente de Tiffany al éxito de Alanis Jagged Little Pill. Sin embargo, no alcanzó un éxito comercial que estuviese a la par de la crítica favorable.
The Color of Silence estuvo en los estantes de muchas tiendas musicales, pero no fue promovido en gran medida, y acabó vendiéndose principalmente a los fanes que habían acompañado a Tiffany lo largo de los años, así como a algunos nuevos fanes atraídos por los comentarios de “boca en boca” o por canciones de este álbum que se tocaban en algunos clubs.
La balada "If only" (Si Sólo) está dedicada a la memoria del guardaespaldas de Tiffany, Frank D'Amato, quien murió de cáncer a los 34 años de edad, poco antes de que el álbum fuera lanzado.
Una versión para descargar en línea, y una versión lanzada para otros países (non-US release) incluían algunos bonus tracks que no se encuentran en el CD original lanzado en EE. UU. 
(1.) Paoletta, Michael, "Tiffany Tells Stories Her Way", Billboard, 19 de agosto de 2000. p. 1
(2.) "Second Verse", People Weekly, 25 de septiembre de 2000, p. 85

## Lista de canciones
1. «Open My Eyes» (Joe Brooks, Tim Feehan) – 4:32
2. «I'm Not Sleeping» (Tiffany, Joe Brooks, Tim Feehan, A. Henderson) (featuring Krayzie Bone) – 3:39
3. «Piss U Off» (Tiffany, Tim Feehan, Joe Brooks) – 3:48
4. «I Will Not Breakdown» (Tim Feehan, Joe Brooks, G. Black) – 4:12
5. «Keep Walking» (C. Devore, S. Shiflett) – 3:37
6. «If Only» (Tiffany, Joe Brooks) – 4:13
7. «Silence» (Tiffany, Tim Feehan, G. Black) – 4:15
8. «All The Talking» (Tiffany, Joe Brooks, Tim Feehan) – 3:55
9. «Good Enough For Me» (Tiffany, Tim Feehan, Joe Brooks, G. Black) – 4:12
10. «Christening» (Ovis) – 4:17
11. «Betty» (Joe Brooks) – 4:29
12. «Cinnamon» (Tiffany, Joe Brooks, Tim Feehan) – 4:42
13. «Butterfly» (Joe Brooks, Tim Feehan) – 3:43

## Bonus tracks en la versión “non-US release”
1. «As I Am»
2. «Falling»
3. «Flown»

## Bonus tracks en la versión en línea (download versión)
1. «Sometimes»
2. «As I Am»

## Sencillos
- «I'm Not Sleeping» - 26 de septiembre de 2000
- «Open My Eyes» - 21 de agosto de 2001